# Droga wojewódzka nr 307
Droga wojewódzka nr 307 (DW307) – droga wojewódzka w środkowej części woj. wielkopolskiego o długości 53 km, łącząca centrum Poznania z drogą wojewódzką nr 308 w Bukowcu. Droga przebiega przez 2 powiaty: poznański (gminy: Poznań, Tarnowo Podgórne, Buk), nowotomyski (gminy: Opalenica, Nowy Tomyśl) oraz przez miasta Poznań, Buk i Opalenica. Droga ta na odcinku od Poznania do miejscowości Dąbrowa została przebudowana do drogi dwujezdniowej po to, żeby za pomocą węzła dwupoziomowego połączyć się z ekspresową zachodnią obwodnicą Poznania. Na dalszym odcinku do obwodnicy Buku droga w roku 2006 została poszerzona do 8 m szerokości. Planuje się modernizację drogi na odcinku od Buku do Bukowca. Jest południową obwodnicą Opalenicy.

## Dopuszczalny nacisk na oś
Od 13 marca 2021 roku na drodze dozwolony jest ruch pojazdów o nacisku pojedynczej osi do 11,5 tony z wyjątkiem określonych miejsc oznaczonych znakiem zakazu B-19.

### Do 13 marca 2021 r.
Wcześniej na całej długości drogi wojewódzkiej nr 307 mogły poruszać się pojazdy o nacisku pojedynczej osi do 10 ton.

## Miejscowości leżące przy trasie DW307

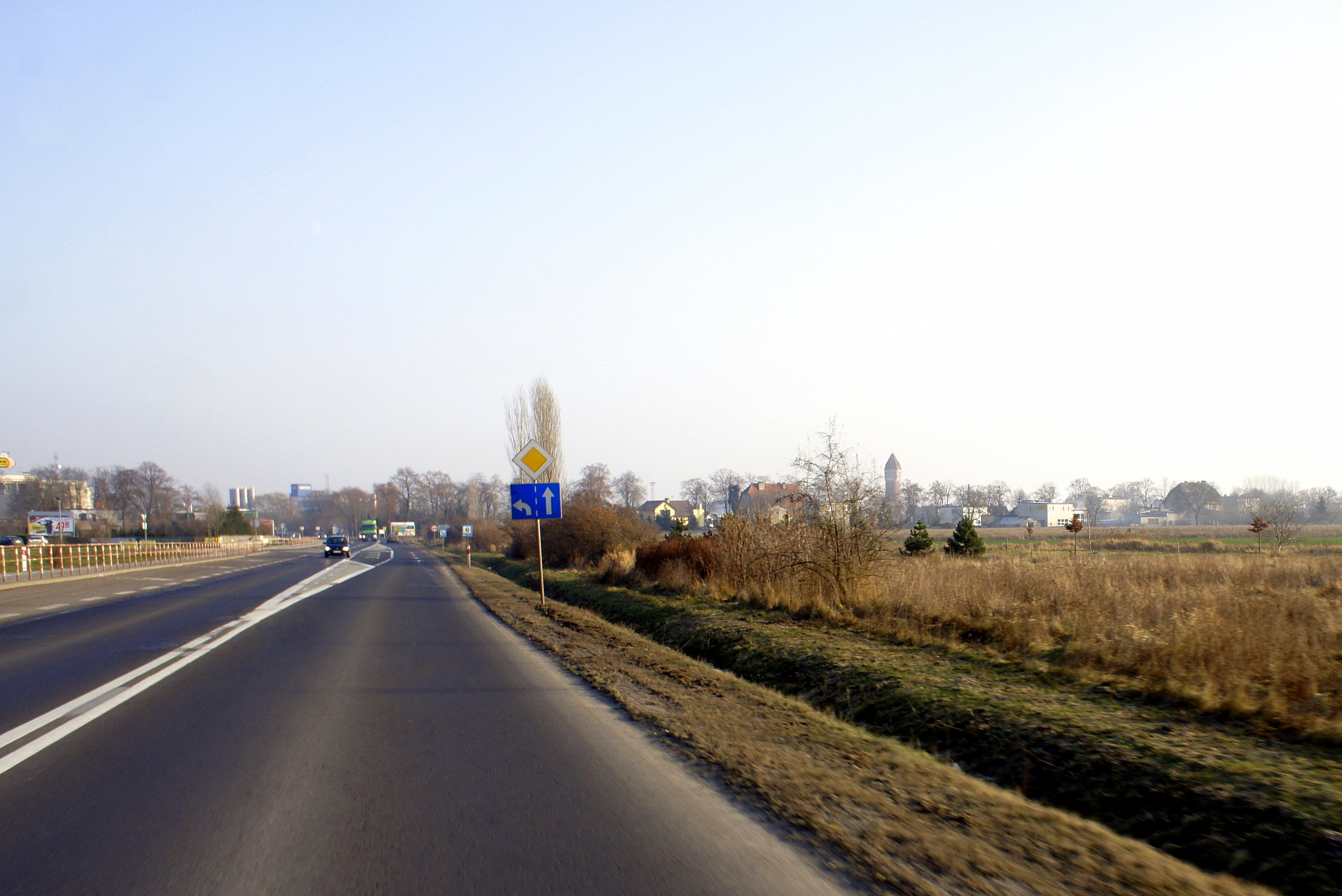
Wjazd do Buku

- Poznań
- Wysogotowo
- Sierosław
- Niepruszewo
- Buk
- Wojnowice
- Opalenica
- Porażyn
- Bukowiec